# نحيلة السنابل
نَحِيْلة السَّنابل أو ضَحْلَم (الاسم الشائع الذيل الرقيق) أو شعير أو هيدة (الاسم العلمي: Lepturus)، جنس نباتات من فصيلة النجيلية، مواطنها آسيا وأفريقيا وأستراليا وجزر مختلفة في المحيطين الهندي والهادئ
الأنواع
- Lepturus anadabolavensis A.Camus - مدغشقر
- Lepturus androyensis A.Camus - مدغشقر
- Lepturus boinensis A.Camus - مدغشقر
- Lepturus calcareus Cope - سقطرى
- Lepturus copeanus B.K.Simon - أستراليا
- Lepturus geminatus C.E.Hubb. - أستراليا
- Lepturus humbertianus A.Camus - مدغشقر
- Lepturus minutus B.K.Simon - كوينزلاند
- Lepturus nesiotes Cope - سقطرى
- Lepturus perrieri A.Camus - مدغشقر
- Lepturus pulchellus (Balf.f.) Clayton - سقطرى
- Lepturus radicans (Steud.) A.Camus - كينيا، تنزانيا، مالاوي، موزمبيق، زيمبابوي، مدغشقر، جزر القمر، موريشيوس، سيشل، الهند
- Lepturus repens (J.R.Forst.) R.Br. - الصومال، كينيا، تنزانيا، موزمبيق، كوازولو ناتال، مدغشقر، أرخبيل تشاغوس، موريشيوس، Rodrigues I، جزيرة ألدابرا المرجانية، لكشديب، سريلانكا، جزر أندمان، جزر باراسيل، تايلاند، فيتنام، تايوان، اليابان، جزيرة كوكوس، ماليزيا، إندونيسيا، الفلبين، جزيرة كريسماس، غينيا الجديدة، جزر سليمان، أستراليا, many of the جزر المحيط الهادئ
- Lepturus tenuis Balf.f. - سقطرى
- Lepturus xerophilus Domin - أستراليا

أنواع سابقة
العديد من أنواعه تعتبر الآن ضمن أجناس أخرى: ذريرة Henrardia Hainardia Oropetium Parapholis Scribneria